# فهرست بازیکنان تیم ملی فوتبال زنان ارمنستان
در زیر فهرست بازیکنان تیم ملی فوتبال زنان ارمنستان (انگلیسی: List of Armenia women's international footballers) آورده شده‌است.

## بازیکنان
| نام بازیکن           | بازی‌ها | گل‌ها | سال‌های تیم ملی | باشگاه(ها)             |
| -------------------- | ------ | ---- | -------------- | ---------------------- |
| کریستینه آلکسانیان   | ۲۲     | ۲    | ۲۰۰۶–۲۰۱۲      | –                      |
| گوهار آرمنیان        | ۲      | ۱    | ۲۰۱۲           | –                      |
| مارال آرتین          | ۲      | ۱    | ۲۰۲۰–          | باشگاه فوتبال آلاشکرت  |
| آرپینه آرزومانیان    | ۱۱     | ۰    | ۲۰۱۰–۲۰۱۲      | –                      |
| پایتسار آساتریان     | ۲      | ۰    | ۲۰۲۰–          | باشگاه فوتبال آلاشکرت  |
| نانسی آوسیان         | ۲      | ۰    | ۲۰۲۰–          | Unattached             |
| اما بابویان          | ۱      | ۰    | ۲۰۲۰–          | Shirak-Homenmen        |
| آنا دالاکیان         | ۲      | ۰    | ۲۰۲۰–          | Gyumri                 |
| الئنورا داوتیان      | –      | –    | –              | –                      |
| نائیری تر-مگردیچیان  | ۱      | ۰    | ۲۰۲۰–          | Los Angeles Surf       |
| تاتیانا دولماتوفا    | ۲      | ۰    | ۲۰۲۰–          | Shirak-Homenmen        |
| هریپسیمه یپرمیان     | –      | –    | –              | –                      |
| کسنیا گارانینا       | ۱      | ۰    | ۲۰۲۰–          | Shirak-Homenmen        |
| لیانا قازاریان       | ۱      | ۰    | ۲۰۲۰–          | Gyumri                 |
| لوئیزا قازاریان      | ۲      | ۰    | ۲۰۲۰–          | باشگاه فوتبال آلاشکرت  |
| آنی قوکاسیان         | ۲۳     | ۱    | ۲۰۰۷–          | باشگاه فوتبال آلاشکرت  |
| Liana Grigoryan      | ۳      | ۰    | ۲۰۰۶           | Retired                |
| کریستینه هاکوبیان    | ۹      | ۰    | ۲۰۰۹–۲۰۱۲      | –                      |
| آرنی هامپاریان       | ۲      | ۰    | ۲۰۲۰–          | Unknown                |
| لیانا هایراپتیان     | ۱      | ۰    | ۲۰۰۶           | Retired                |
| لوسینه هوهانیسیان    | ۸      | ۰    | ۲۰۰۶–۲۰۰۹      | –                      |
| آنی کاراپتیان        | ۲      | ۰    | ۲۰۲۰–          | باشگاه فوتبال آلاشکرت  |
| آنا کاراپتیان        | ۲۲     | ۰    | ۲۰۰۶–۲۰۱۲      | –                      |
| لیلیت کاراپتیان      | ۱۸     | ۰    | ۲۰۰۹–۲۰۱۲      | –                      |
| مارینه کاراپتیان     | ۲۲     | ۰    | ۲۰۰۷–          | باشگاه فوتبال آلاشکرت  |
| آلیسا خاچاتریان      | –      | –    | –              | –                      |
| آرمینه خاچاتریان     | ۱۹     | ۰    | ۲۰۰۶–۲۰۱۲      | باشگاه فوتبال آلاشکرت  |
| Melsida Khachatryan  | ۱      | ۰    | ۲۰۰۷           | –                      |
| واردینه خانازاتیان   | ۱۶     | ۰    | ۲۰۰۷–۲۰۱۱      | –                      |
| آناستازیا کلیموفا    | ۲      | ۰    | ۲۰۲۰–          | Yenisey                |
| گایانه گوستانیان     | ۱۹     | ۱    | ۲۰۰۶–۲۰۱۲      | –                      |
| کریستینه مانگاساریان | ۱۸     | ۲    | ۲۰۰۷–۲۰۱۲      | –                      |
| تاتویک مانوکیان      | ۲      | ۰    | ۲۰۱۰–۲۰۱۲      | –                      |
| Anna Mkrtchyan       | ۱      | ۰    | ۲۰۰۶           | –                      |
| Karine Nazlukhanyan  | ۲      | ۰    | ۲۰۰۷           | –                      |
| آنی نرسیسیان         | ۱      | ۰    | ۲۰۰۷           | باشگاه فوتبال آلاشکرت  |
| اولگا اوسیپیان       | ۱۰     | ۰    | ۲۰۱۱–          | Voskhod Stara Mayachka |
| آنا پتروسیان         | ۱      | ۰    | ۲۰۰۷           | –                      |
| Vera Petrosyan       | ۱      | ۰    | ۲۰۰۷           | –                      |
| اوکسانا پیزلوفا      | ۲      | ۰    | ۲۰۲۰–          | باشگاه فوتبال آلاشکرت  |
| ماریا ساخینوفا       | ۲      | ۰    | ۲۰۲۰–          | باشگاه فوتبال آلاشکرت  |
| سوزانا سایادیان      | ۸      | ۰    | ۲۰۰۶–۲۰۰۹      | –                      |
| سونا شاهینیان        | ۵      | ۰    | ۲۰۰۹–۲۰۱۰      | –                      |
| ماریام استپانیان     | ۲      | ۰    | 2007           | Retired                |
| Nelli Stepanyan      | ۲      | ۰    | ۲۰۰۶–۲۰۰۷      | –                      |
| آرمینه تادئوسیان     | ۲      | ۰    | ۲۰۰۶–۲۰۰۷      | –                      |
| ماریام تورگومیان     | ۱۳     | ۰    | ۲۰۰۷–۲۰۱۲      | –                      |
| نورا یقیان           | ۲      | ۰    | ۲۰۲۰–          | باشگاه فوتبال آلاشکرت  |
| هاسمیک یرمیان        | ۸      | ۰    | ۲۰۱۰–۲۰۱۲      | –                      |